# Târnava, Hunedoara

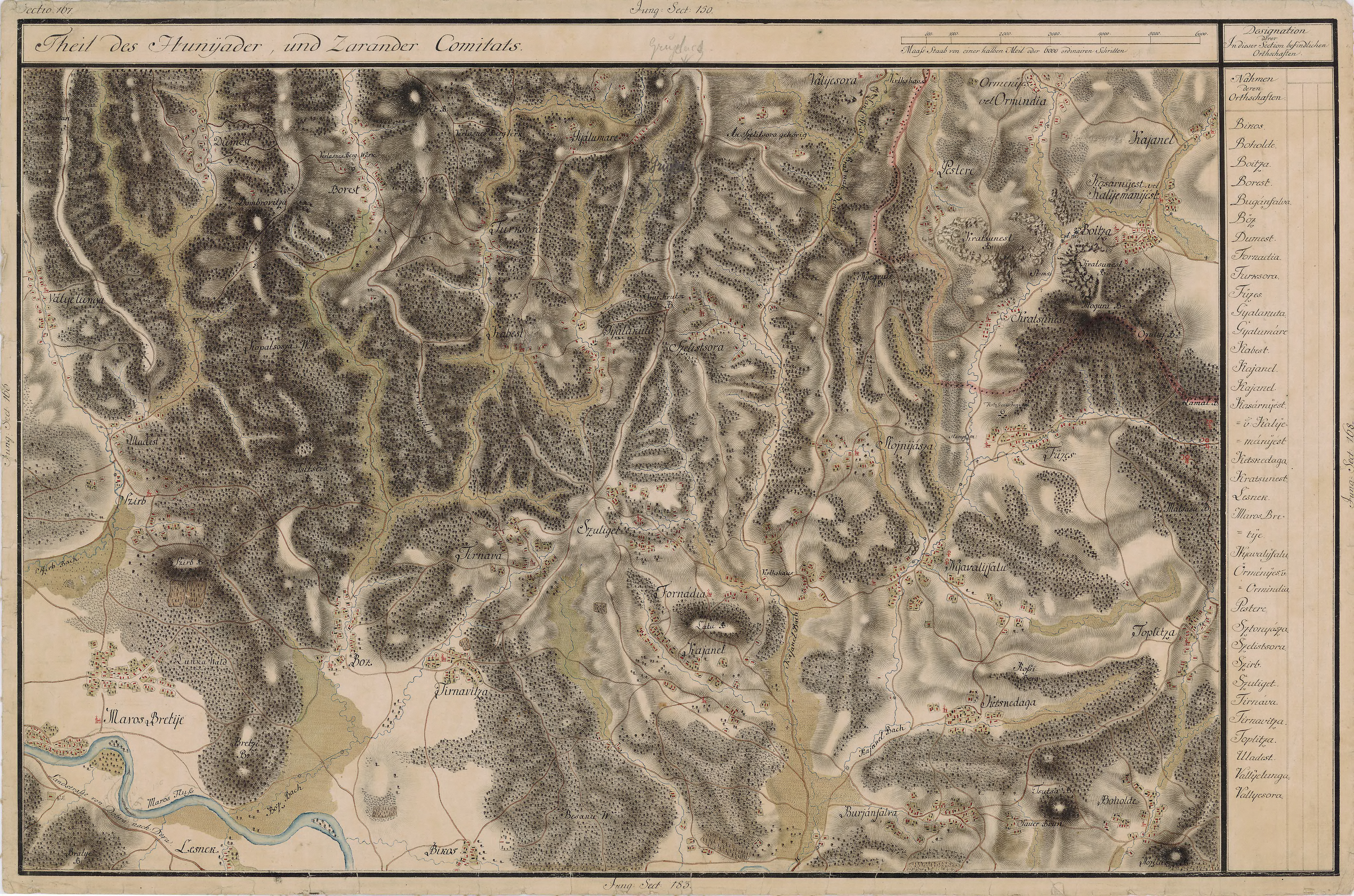
Târnava în Harta Iosefină a Transilvaniei, 1769-1773

Târnava este un sat în comuna Brănișca din județul Hunedoara, Transilvania, România.